# Hồ Bá Phấn
Hồ Bá Phấn (? - 1920) tục gọi Đội Phấn, là thủ lĩnh nghĩa quân chống Pháp trong lịch sử Việt Nam.

## Tiểu sử
Ông sinh ra trong gia đình nông dân ở tỉnh Hà Tĩnh, ít được học chữ, nhưng bản tính vốn khẳng khái và yêu nước.
Đến tuổi trưởng thành, ông phải sung vào hàng ngũ lính tập của quân đội Pháp, mà lòng vẫn ngầm giao kết với các đồng chí bên ngoài, đợi cơ hội đánh trả lại họ. Vài năm sau, ông được thăng làm Đội trưởng.
Tháng 5 năm Mậu Thân (1908), nhân việc kháng sưu thuế nổ ra, ông chỉ huy nhóm nội tuyến nổi lên đánh thành Hà Tĩnh. Bị thực dân Pháp điều động binh lính đến đàn áp, nhóm ông rút chạy lên thượng du hội với các nghĩa đảng ở rừng núi, trong số đó có lực lượng của Ngô Quảng và Lê Văn Quyên (tức Đội Quyên) . Từ ấy, ông thường đưa nghĩa quân đánh phá đồn Pháp ở quanh vùng Nghệ An-Hà Tĩnh. Hào khí của các ông được sĩ phu khen ngợi, trọng vọng. Riêng Đội Phấn, được họ đặt hiệu là Càn Thái, để biểu dương tấm lòng yêu nước và dũng cảm của ông.
Về sau, do bị đàn áp quá, Ngô Quảng cùng gia đình phải trốn sang Thái Lan, gây cơ sở để đưa thanh niên Việt Nam sang Trung Quốc hoạt động, và rồi mất tại đó (1928). Còn Đội Quyên thì tự sát vào đêm 20 tháng 8 năm 1917, khi bị quân Pháp ra sức truy lùng.
Theo một số tài liệu, thì đến khoảng năm Canh Thân (1920), quân Pháp bắt mới được Đội Phấn. Không chịu khuất phục, họ đem chém chết ông ở quán Thầu Đâu thuộc Vinh (Nghệ An).
Hiện nay ở thành phố Thủ Đức, Thành phố Hồ Chí Minh có con đường mang tên ông.

## Sách tham khảo
- Nguyễn Q. Thắng - Nguyễn Bá Thế, Từ điển nhân vật lịch sử Việt Nam. Nhà xuất bản Khoa học xã hội, 1992.